# Kesovce

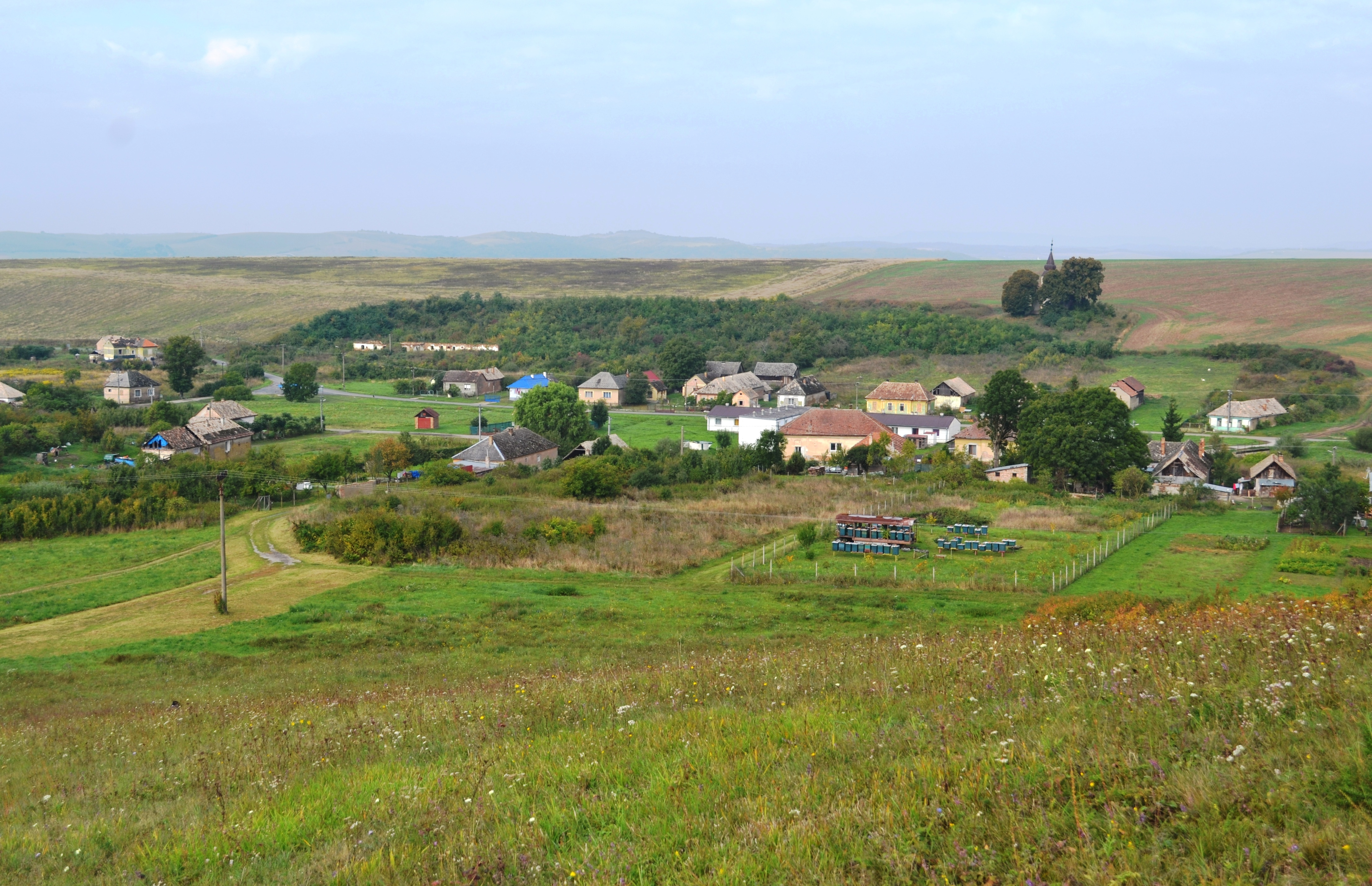
Kesovce (2021)

Kesovce, ungarisch Sajókeszi (bis 1927 slowakisch auch „Kosihy“; älter ungarisch nur Keszi) ist eine Gemeinde in der südlichen Mittelslowakei mit 299 Einwohnern (Stand 31. Dezember 2024), die im Okres Rimavská Sobota, einem Kreis des Banskobystrický kraj, liegt und zur traditionellen Landschaft Gemer gehört.

## Geographie
Die Gemeinde befindet sich im Ostteil des Talkessels Rimavská kotlina (Teil der größeren Einheit Juhoslovenská kotlina), am Bach Konský potok im Einzugsgebiet der Slaná. Das Ortszentrum liegt auf einer Höhe von 200 m n.m. und ist 10 Kilometer von Tornaľa sowie 32 Kilometer von Rimavská Sobota entfernt.
Nachbargemeinden sind Lenka im Norden, Hubovo im Nordosten, Neporadza im Osten, Kráľ im Südosten, Štrkovec im Süden und Včelince im Westen.

## Geschichte
Kesovce wurde zum ersten Mal 1232 schriftlich erwähnt. 1412 war das Dorf Besitz der Familie Czineg, abgelöst im 15. Jahrhundert durch die Familie Dancs sowie weiteren in folgender Zeit. Im frühen 19. Jahrhundert zählte es 31 Häuser und 233 Einwohner, die als Landwirte beschäftigt waren.
Bis 1918/19 gehörte der im Komitat Gemer und Kleinhont liegende Ort zum Königreich Ungarn und kam danach zur Tschechoslowakei beziehungsweise heute Slowakei. Auf Grund des Ersten Wiener Schiedsspruchs lag der Ort von 1938 bis 1944 noch einmal in Ungarn.

## Bevölkerung
| Jahr                | 1994 | 2004     | 2014     | 2024     |
| ------------------- | ---- | -------- | -------- | -------- |
| Anzahl der Personen | 123  | 136      | 254      | 299      |
| Unterschied         |      | +10,56 % | +86,76 % | +17,71 % |

| Jahr                | 2023 | 2024    |
| ------------------- | ---- | ------- |
| Anzahl der Personen | 285  | 299     |
| Unterschied         |      | +4,91 % |

Gemäß der Volkszählung 2011 wohnten in Kesovce 233 Einwohner, davon 194 Roma, 27 Magyaren, neun Slowaken und ein Tscheche. Zwei Einwohner machten keine Angabe zur Ethnie.
121 Einwohner bekannten sich zur römisch-katholischen Kirche, 82 Einwohner zur reformierten Kirche, drei Einwohner zu den Zeugen Jehovas und ein Einwohner zur Evangelischen Kirche A. B. Zwei Einwohner bekannten sich zu einer anderen Konfession, sieben Einwohner waren konfessionslos und bei 19 Einwohnern wurde die Konfession nicht ermittelt.

## Baudenkmäler
- Ruinen einer reformierten (calvinistischen) Kirche